# Ålänningens sång
De Ålänningens sång (Zweeds voor Lied van de Ålander) is het officiële volkslied van Åland, een autonome Zweedssprekende eilandengroep van Finland.
Het lied is gecomponeerd door Johan Fridolf Hagfors, de tekst is van John Grandell. Het geldt als volkslied sinds 1922.

## Tekst
Zweedse tekst

Landet med tusende öar och skär,

danat ur havsvågors sköte.

Åland, vårt Åland, vår hembygd det är.

Dig går vår längtan till möte!

Forngravars kummel i hängbjörkars skygd

tälja din tusenårs saga.

Aldrig förgäta vi fädernas bygd,

vart vi i fjärrled än draga

vart vi i fjärrled än draga

Skönt är vårt Åland när fjärdar och sund

blåna i vårljusa dagar,

ljuvt är att vandra i skog och i lund,

i strändernas blommande hagar.

Midsommarstången mot aftonröd sky

reses av villiga händer,

ytterst i utskärens fiskareby

ungdomen vårdkasar tänder

ungdomen vårdkasar tänder

Skönt är vårt Åland när vågsvallet yr

högt mot de mäktiga stupen

när under stjärnhimlen kyrkfolket styr

över de islagda djupen.

Ryter än stormen, i stugornas ro

spinnrocken sjunger sin visa

minnet av barndomens hägnande bo

sönerna lyckligast prisa

sönerna lyckligast prisa.

Aldrig har åländska kvinnor och män

svikit sin stam och dess ära;

ofärd oss hotat, men segervisst än

frihetens arvsrätt vi bära.

Högt skall det klinga, vårt svenska språk,

tala med manande stämma,

lysa vår väg som en flammande båk,

visa var vi äro hemma

visa var vi äro hemma
Nederlandse vertaling

Het land van duizend eilanden en scheren

Geboren vanuit diep onder de golven

Åland, ons Åland, dat is ons thuis

Naar jou gaat ons verlangen uit

Eeuwenoude graven onder de berken

Vertellen over onze duizendjarige geschiedenis

We zullen het land van onze (voor)vaders nooit vergeten

Maakt niet uit waarheen we ook gaan

Maakt niet uit waarheen we ook gaan

Aangenaam is ons Åland wanneer baaien en zeestraten

blauw worden in de heldere lentedagen

Het is heerlijk te wandelen in bos en bosschage

In de bebloemde velden van onze kusten

De meiboom naar de rode avondzon

Wordt opgeheven door gewillige handen

Het verste in het vissersdorp aan de scherenkust

De bakens worden aangestoken door de jongelui

De bakens worden aangestoken door de jongelui

Aangenaam is ons Åland wanneer het schuim van de golven

Draait tegen de machtige klif

Onder de sterrenhemel worden de kerkgangers geleid

Over de ijzige diepten van de zee

Zelfs als de storm brult is het vredig in de huisjes

Het lied over het spinnewiel wordt gezongen

De herinnering aan de liefdevolle kinderjaren wordt

Gelukkig geprezen door de zoons

Gelukkig geprezen door de zoons

Nooit hebben de Ålandse mannen en vrouwen

de eer van hun stam te schande gemaakt

Oorlogen bedreigden ons, maar nu overwinnend

Dragen wij de erfenis van vrijheid

Luid zal het klinken, onze Zweedse taal

Gesproken met een aanmoedigende stem

Verlicht onze weg als een teken van vlammen op zee

Laat ons zien waar wij horen

Laat ons zien waar wij horen

(Dit is een vrije, onofficiële, vertaling.)